# Rio Passo Fundo
Rio Passo Fundo är ett vattendrag i Brasilien.   Det ligger i delstaten Rio Grande do Sul, i den södra delen av landet, 1 400 km söder om huvudstaden Brasília.
Omgivningarna runt Rio Passo Fundo är en mosaik av jordbruksmark och naturlig växtlighet. Runt Rio Passo Fundo är det glesbefolkat, med 19 invånare per kvadratkilometer.